# Damernas distans vid världsmästerskapen i skidskytte 2013
Damernas distans vid skidskytte‐VM 2013 avgjordes onsdagen den 13 februari 2013 kl. 17:15 (CET) i Nové Město na Moravě i Tjeckien.
Distansen var damernas tredje individuella tävling vid detta mästerskap. Distansen var 15 km med fyra skjutningar: liggande + stående + liggande + stående. Till skillnad från de övriga tävlingarna då man får straffrunda för varje missat skott får man på distanslopp en minuts tillägg på totaltiden.
Vann gjorde Tora Berger från Norge som därmed tog sin tredje guldmedalj vid detta VM. Tyskan Andrea Henkel kom tvåa och Valj Semerenko tog bronset för Ukrainas räkning.

## Tidigare världsmästare
| År   | Ort             | Mästare            |
| ---- | --------------- | ------------------ |
| 2007 | Antholz         | Linda Grubben      |
| 2008 | Östersund       | Jekaterina Jurjeva |
| 2009 | Pyeongchang     | Kati Wilhelm       |
| 2010 | Chanty-Mansijsk | Tävlades inte i    |
| 2011 | Chanty-Mansijsk | Helena Ekholm      |
| 2012 | Ruhpolding      | Tora Berger        |

## Resultat
| Placering | Namn                 | Land      | Tid      | Tilläggsminuter (L + S + L + S) | Tilläggsminuter (L + S + L + S) |
| --------- | -------------------- | --------- | -------- | ------------------------------- | ------------------------------- |
| 1         | Tora Berger          | Norge     | 44.52,5  | 0                               | (0 + 0 + 0 + 0)                 |
| 2         | Andrea Henkel        | Tyskland  | + 52,7   | 0                               | (0 + 0 + 0 + 0)                 |
| 3         | Valj Semerenko       | Ukraina   | + 1.42,5 | 1                               | (1 + 0 + 0 + 0)                 |
| 4         | Anastasija Kuzmina   | Slovakien | + 1.55,0 | 2                               | (0 + 0 + 1 + 1)                 |
| 5         | Vita Semerenko       | Ukraina   | + 2.25,9 | 1                               | (0 + 0 + 0 + 1)                 |
| 6         | Olga Zajtseva        | Ryssland  | + 2.30,9 | 2                               | (2 + 0 + 0 + 0)                 |
| 7         | Jekaterina Glazyrina | Ryssland  | + 2.40,5 | 1                               | (0 + 0 + 1 + 0)                 |
| 8         | Kaisa Mäkäräinen     | Finland   | + 2.45,8 | 3                               | (2 + 0 + 0 + 1)                 |
| 9         | Marie Dorin Habert   | Frankrike | + 2.51,2 | 2                               | (0 + 1 + 1 + 0)                 |
| 10        | Olga Viluchina       | Ryssland  | + 3.03,6 | 1                               | (0 + 1 + 0 + 0)                 |